# Eulaira
Eulaira és un gènere d'aranyes araneomorfes de la subfamília Erigoninae, dins de la família Linyphiidae.
Fou descrita per primera vegada per Chamberlin i Ivie l'any 1933.

## Distribució
Es poden trobar a l'Amèrica del Nord.

## Llista d'espècies
Segons The World Spider Catalog 12.0:
- Eulaira altura Chamberlin & Ivie, 1945
- Eulaira arctoa Holm, 1960
- Eulaira chelata Chamberlin & Ivie, 1939
- Eulaira dela Chamberlin & Ivie, 1933 (Espècie tipus)
- Eulaira delana Chamberlin & Ivie, 1939
- Eulaira hidalgoana Gertsch & Davis, 1937
- Eulaira kaiba Chamberlin, 1949
- Eulaira raja Chamberlin & Ivie, 1935
- Eulaira fosca Chamberlin & Ivie, 1945
- Eulaira schediana Chamberlin & Ivie, 1933
- Eulaira simplex (Chamberlin, 1919)
- Eulaira suspecta Gertsch & Mulaik, 1936
- Eulaira thumbia Chamberlin & Ivie, 1945
- Eulaira wioma Chamberlin, 1949